# Skandinávia

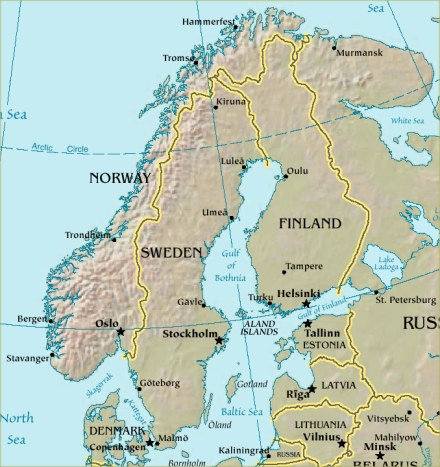
Skandinávia

Skandinávia Észak-Európa, illetve annak egy részének elnevezése. A szó szoros értelmében Svédország, Norvégia és Dánia gyűjtőneve, de a magyar szóhasználatban gyakran Finnországot, Izlandot és Feröert is beleértik (a tágabb értelemben vett Skandinávia helyett használatos az északi államok, angolul Nordic countries elnevezés). 
Sok szempontból a világ legfejlettebb térségének számít, többek között az emberi jogok, az információs társadalom és a társadalmi egyenlőség területén. Rendszeresen a világ legboldogabb országainak elején szerepelnek.

## A skandináv országok közös történelme

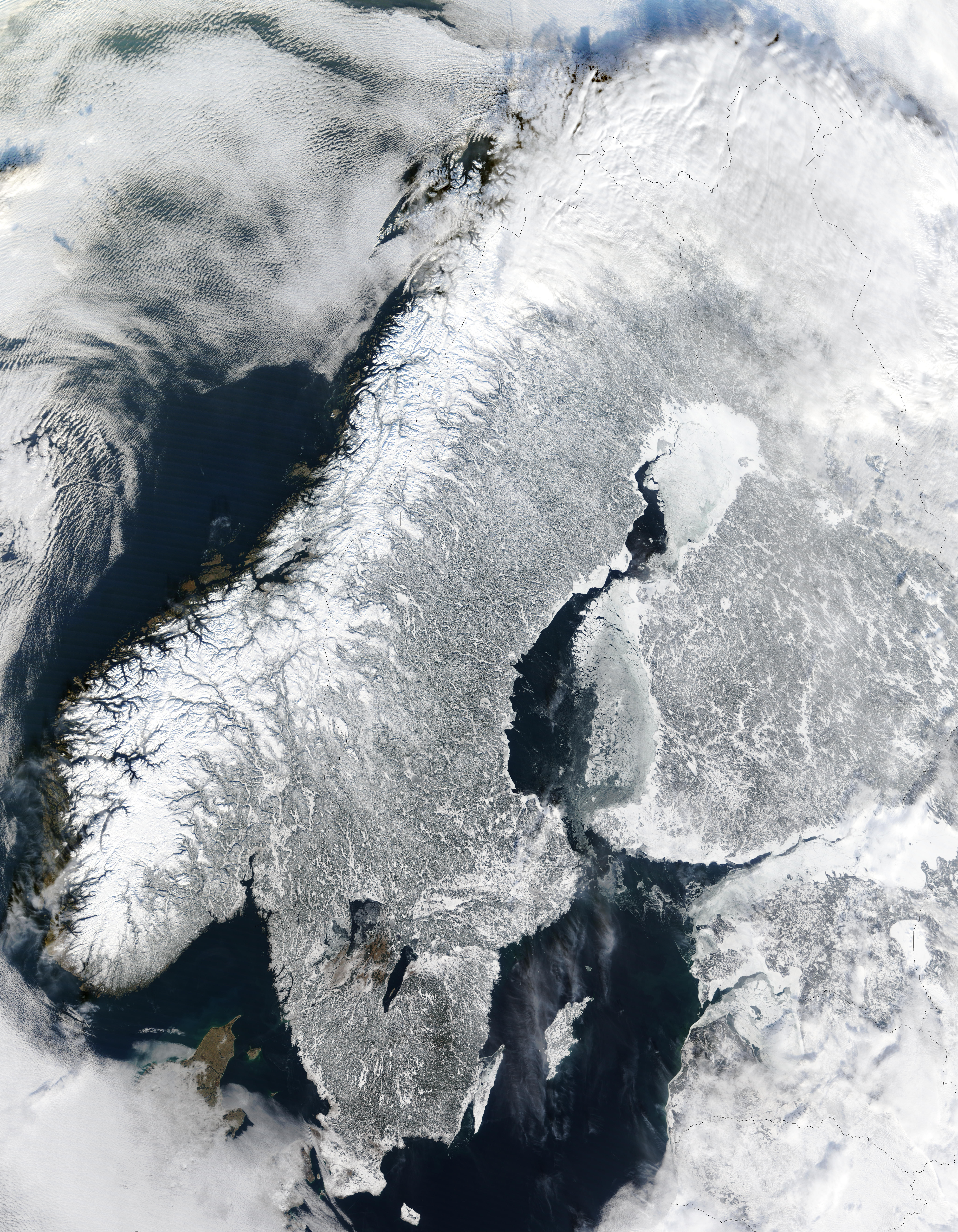
A műholdképen az egész térséget hó borítja (2003. febr. 19.)

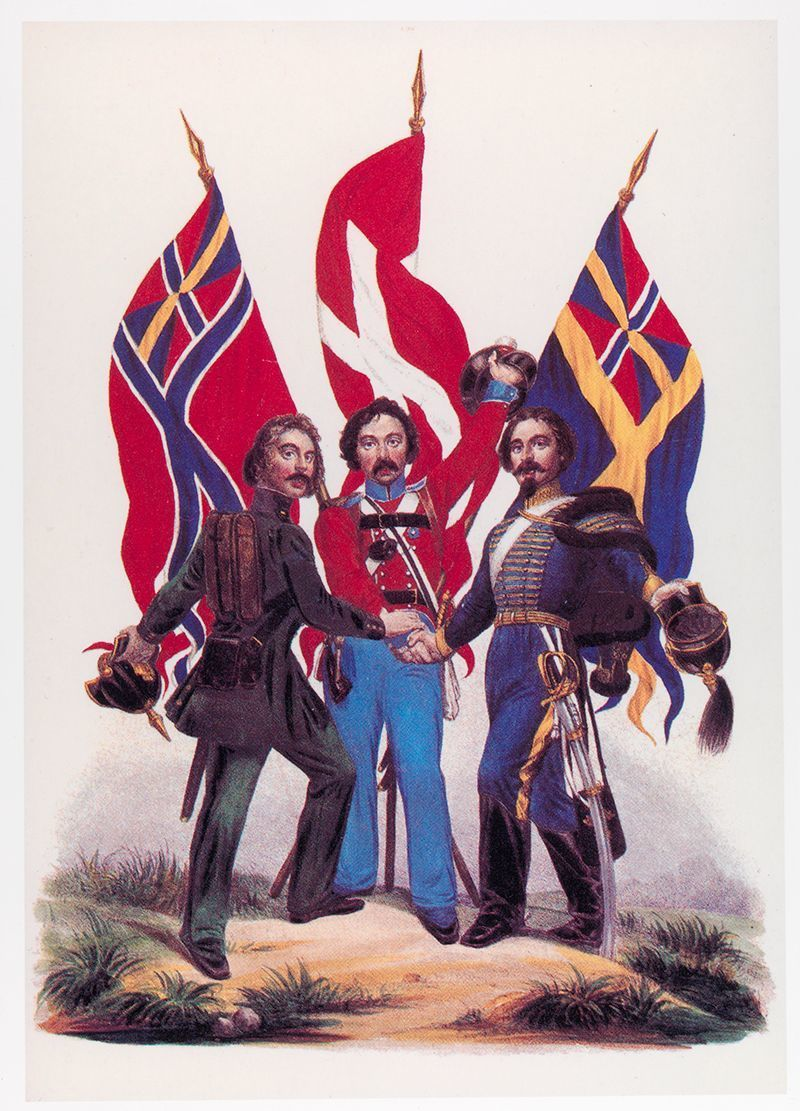
A skandinavizmus ábrázolása

| Század | Skandinávia          | Skandinávia    | Skandinávia      | Skandinávia         | Skandinávia               | Skandinávia               |
| 21.    | Dánia (Európai Unió) | Feröer         | Izland           | Norvégia            | Svédország (Európai Unió) | Finnország (Európai Unió) |
| 20.    | Dánia                | Feröer         | Izland           | Norvégia            | Svédország                | Finnország                |
| 19.    | Dánia                | Dánia          | Dánia            | Svédország–Norvégia | Svédország–Norvégia       | Finn Nagyhercegség        |
| 18.    | Dánia–Norvégia       | Dánia–Norvégia | Dánia–Norvégia   | Dánia–Norvégia      | Svédország                | Svédország                |
| 17.    | Dánia–Norvégia       | Dánia–Norvégia | Dánia–Norvégia   | Dánia–Norvégia      | Svédország                | Svédország                |
| 16.    | Dánia–Norvégia       | Dánia–Norvégia | Dánia–Norvégia   | Dánia–Norvégia      | Svédország                | Svédország                |
| 15.    | kalmari unió         | kalmari unió   | kalmari unió     | kalmari unió        | kalmari unió              | kalmari unió              |
| 14.    | Dánia                | Norvégia       | Norvégia         | Norvégia            | Svédország                | Svédország                |
| 13.    | Dánia                | Norvégia       | Norvégia         | Norvégia            | Svédország                | Svédország                |
| 12.    | Dánia                | Feröer         | Izlandi közösség | Norvégia            | Svédország                | Svédország                |
| Népek  | dánok                | feröeriek      | izlandiak        | norvégok            | svédek, számik            | finnek, számik            |

## A skandináv országok közös gazdasági jellemzői
A skandináv országok közös gazdasági jellemzőinek eredete a történelmi együttműködésen és az azonos földrajzi adottságokon múlik. A gazdasági együttműködés első jelei már az itt megalakuló első államalakulatok idején megmutatkoztak. Az 1387 és 1523 között fennálló kalmari unió az első komoly, szerződésen és kölcsönös megállapodásokon alapuló gazdasági szerveződés volt.
A Hanza-kereskedelem időszakában a skandináv országok fát, prémet, mézet, és különböző érceket adtak el a kontinentális Európa államai számára.
Svédország a 20. századig megőrizte kiemelkedő szerepét a vasérc-feldolgozás iparágában, míg Norvégia az ipari forradalom utáni olajéhségnek, illetve a később megjelenő technológiai háttérnek (tengeri fúrótornyok) köszönheti gazdasági fellendülését.
Történelmük folyamán a skandináv államok mindig is egymás gazdasági partnerei voltak, még akkor is, ha viszonyukat néha egymás elleni háborúk felhői sötétítették el.
A 19. századi svédországi éhezés elől a svédek Dániába menekültek munkáért, korábban pedig hasonló együttműködés volt megfigyelhető a dán és norvég területek között. (A helyesírásukat egyébként a norvégok a dánoktól vették át – ennek gyökerei a gazdasági együttműködések időszakában fellelhetők.)
Manapság a gazdasági életben való együttműködést leginkább az Északi Tanács, és a tagországok munkavállalóinak járó gazdasági kedvezmények jellemzik. Ennek azonban mára már csak Norvégia esetén van jelentősége, hiszen Dánia, Svédország és Finnország schengeni országok, így az ő munkaerőpiacuk egyébként is nyitott lenne a másik számára. Náluk ez a helyzet azonban már az EU tagság előtt is fennállt.

## A skandináv országok közös kultúrája
A skandináv, vagy északi országok történelme már a kezdetektől összefonódott. Az itt élő germánok csak a 12. századtól kezdték önálló népekként definiálni magukat, és már az első államszerű szerveződéseik kialakítása során együttműködést hirdettek meg.
1387-ben alakult meg a kalmari unió, egy gazdasági szerveződés, amelynek számos politikai vonatkozása is volt. Érdekes, hogy a szövetség minden tagállamnak terhére volt, legalábbis a mai skandináv visszhangból ez következtethető ki. Norvégia ekkoriban a Dán királysággal volt perszonálunióban, így a norvégok szenvedő félként definiálják magukat. A szövetség akkor bomlott fel, amikor Gustaf Vasa, a svédek mai napig dicsőített nemzeti hőse és az első igazi svéd király egy 1523-as győzedelmes ütközetben kivívta Svédország függetlenségét, és megszervezte a svéd államot.
Skandinávia első lakosai feltehetőleg a finnek és számik voltak, akik Lappföldön és a mai Finnország délnyugati csücskében telepedtek le. A svéd állam megszerveződése után az új állam északra és keleti irányba terjeszkedett (nyugatról egyelőre az erős Dán-Norvég Perszonálunió állta útját. A finnek tehát már történelmük kezdetekor svéd fennhatóság alá kerültek, és maradtak is egészen a napóleoni korszak végéig.
Ekkor ugyanis a győzedelmes Oroszország – ami a Napóleon felett aratott győzelmével megalapozta nagyhatalmi státuszát – igényt tartott a finn területekre.
Mivel Svédország nem támogatta Napóleont, a győztes hatalmak nem akartak neki sem nagy károkat okozni, így a finn területek elvesztéséért kárpótlásul megkapták Norvégiát 1809-ben.
Finnország az 1917-es orosz forradalom után szerveződhetett állammá, ekkor a nagyhatalmak beleegyeztek egy ütközőállam szerepét betöltő államalakulat létrehozásába a svéd határ mentén, melynek feladata a kommunizmus továbbterjedésének megakadályozása volt kezdetben.
A közös kultúra jelenségét jól mutatja, hogy a talán legnépszerűbbnek tartott svéd költőnő, Edith Södergran Szentpéterváron született, és sok időt eltöltött a svéd és finn területeken is. Természetesen a jelenség nem egyedülálló, sok esetben előfordul, hogy adott skandináv nemzet írója, költője a mai határokat figyelembe véve esetleg egy másik ország szülötte.
A folyamatos perszonáluniók tehát megteremtették a közös történelmi gyökerek alapját. Ezt erősítette a periférikus földrajzi helyzet, amely gazdasági és kulturális együttműködésre kényszerítette az északi államokat. A nyelvi és történelmi közelség a 20. században az Északi Tanács megalakulásához vezetett, valamint kölcsönös gazdasági kedvezmények bevezetéséhez. A skandináv állampolgárok külön munkavállalási és tartózkodási engedély nélkül vállalhatnak egymás országaiban munkát, illetve telepedhetnek le a szomszédjaiknál.